# Dávod
Dávod est un village et une commune du comitat de Bács-Kiskun en Hongrie. Sa population s'élève à 1 984 habitants au 1er janvier 2009.